# Rwandair Express
RwandAir é a companhia aérea nacional de Ruanda. Ela opera serviços domésticos e internacionais para a África Oriental, África Central, África Ocidental, África do Sul e do Oriente Médio a partir de sua base principal no Aeroporto Internacional de Kigali em Kigali.

## História
RwandAir iniciou suas operações em 1 de dezembro de 2002 como a nova operadora nacional de Ruanda sob o nome Rwandair Express (com o transporte aéreo de passageiros, como a atividade principal), no Aeroporto Internacional de Quigali.
Em dezembro de 2008, os relatórios da imprensa indicaram que a RwandAir estava planejando expandir sua rede de rotas regionais para incluir Dar es Salaam, Adis Ababa, Mwanza, Lusaka e Kinshasa. Um novo serviço doméstico para Gisenyi também foi planejado. Novos aviões para atender a essas novas rotas que estavam a ser obtida. 
Em março de 2009, a companhia aérea registrou uma nova marca "RwandAir LTD", que é o atual nome operacional. Em junho de 2009, a companhia aérea oficialmente trocou de nome, passando de Rwandair Express para RwandAir, porque o novo nome implica uma companhia aérea grande, séria, enquanto o "Express" no antigo nome indica uma pequena operação regional. Em maio de 2010, René Janata tornou-se o CEO, a introdução de um programa de passageiro frequente e desenvolvimento da companhia aérea para se tornar uma operadora de rede. Em outubro de 2010, John Mirenge se tornou o novo CEO da RwandAir. 
Em julho de 2010, o primeiro dos novos Boeing 737-500 da RwandAir chegou; o segundo chegou em 20 de outubro de 2010. Ambos foram alugados da General Electric Capital Aviation Services (GECAS) e cada um tem uma configuração de duas classes, com 12 assentos em classe executiva. 
Em agosto de 2011, a empresa recebeu sua primeira aeronave comprada diretamente de uma fabricante de avião. Todas as aeronaves antes operado por RwandAir ou foram alugados ou comprados como uma segunda mão. A aeronave comprada é um Boeing 737-800 com Sky Interior, também conhecida como Boeing 737 Next Generation, e é a única a operar entre africanas transportadoras aéreas. O voo partiu de Boeing Field, em Seattle, Washington, Estados Unidos às 5:30 da manhã. Ele fez sua primeira parada no Aeroporto Internacional de Keflavík, na Islândia e, em seguida, ele dirigiu-se para uma segunda parada para Istambul, Turquia. Ele finalmente chegou em Kigali, Ruanda, após um voo de 20 horas.
Em outubro de 2011, RwandAir anunciou a compra de dois Boeing 787-8 Dreamliner para entrega em 2015 ou 2016. No mesmo mês também teve a entrega de seu segundo Boeing Next-Generation 737-800. Em janeiro de 2012, a companhia aérea descartou os dois aeronaves CRJ200 que possuía, na expectativa de adquirir dois CRJ-900NGs. Em fevereiro de 2013, John Mirenge anunciou que a companhia aérea vai voar para Accra, Cidade do Cabo, Harare, Juba e Zanzibar. 